# Michel Bensch
Michel Bensch est un footballeur belge, né le 23 janvier 1925 à Koersel et mort le 24 février 2014 à Diest. Il fait toute sa carrière comme milieu de terrain ou attaquant au Beringen FC. 
Il compte trois sélections avec les Diables Rouges en 1952.

## Palmarès
- International en 1952 (4 sélections dont 3 matches)
- Champion de Belgique D2 en 1950 (groupe B) et 1952 (groupe B) avec le Beringen FC
- Meilleur buteur du championnat de Belgique D2 en 1952 (groupe B, 20 buts) et 1955 (23 buts)